# Cándido Bareiro
Cándido Pastor Bareiro Caballero (ur. 27 października 1833 w Luque, zm. 4 września 1880 w Asunción) – paragwajski polityk, prezydent Paragwaju od 25 listopada 1878 do 4 września 1880.